# Stazione di Valmorea
Stazione di Valmorea 1938-ban bezárt vasútállomás Olaszországban, Lombardia régióban, Rodero településen.

## Vasútvonalak
Az állomást az alábbi vasútvonalak érintették:
- Valmorea-vasútvonal
- Mendrisio-Varese-vasútvonal

## Kapcsolódó állomások
A vasútállomáshoz az alábbi állomások vannak a legközelebb:
- Stabio railway station (Mendrisio-Varese-vasútvonal)
- Stazione di Cantello